# Heinz Niehus
Heinz Niehus (* 6. Juli 1945) ist ein deutscher Fechter, der bereits als Junioren-Fechter 1965 Deutscher Meister sowohl im Florett- als auch im Degenfechten war.
1971 und 1972 gewann er mit der Degen-Mannschaft des FC Tauberbischofsheims die Deutschen Meisterschaften. Diese Mannschaft aus Reinhold Behr, Harald Hein, Jürgen Hehn und Elmar Beierstettel und ihm holt 1972 für den FC Tauberbischofsheim die erste Silbermedaille im Europa-Cup der Landesmeister. Weiter war er mehrfacher Bayerischer Meister sowie Polizei-Europameister im Degenfechten.